# Balagundi
Balagundi is een spookdorp in de regio Goldfields-Esperance in West-Australië.

## Geschiedenis
Ten tijde van de Europese kolonisatie leefden de Maduwongga Aborigines in de streek.
In 1896 werden op het Balagundi-goudveld verscheidene goudmijnen actief. Er werd tot 1900 goud gedolven waarna de goudmijnen nog slechts sporadisch actief werden.
Balagundi werd in 1896 op vraag van de 'Balagundi Progress Association' gesticht. Het werd naar een nabijgelegen waterbron van de Aborigines vernoemd. De betekenis van de naam is niet bekend.
In 1898 woonden er 64 mensen in Balagundi, 60 mannen en 4 vrouwen.

## 21e eeuw
Balagundi maakt deel uit van het lokale bestuursgebied (LGA) City of Kalgoorlie-Boulder. Ook in de 21e eeuw wordt er nog goud gedolven.

## Transport
Balagundi ligt 619 kilometer ten oostnoordoosten van de West-Australische hoofdstad Perth, 211 kilometer ten noorden van Norseman en 26 kilometer ten oosten van het aan de Goldfields Highway gelegen Kalgoorlie, de hoofdplaats van het lokale bestuursgebied waarvan het deel uitmaakt.

## Klimaat
Balagundi kent een warm steppeklimaat, BSh volgens de klimaatclassificatie van Köppen.